# Rhodischnura nursei
Rhodischnura nursei är en trollsländeart som först beskrevs av Morton 1907.  Rhodischnura nursei ingår i släktet Rhodischnura och familjen dammflicksländor. IUCN kategoriserar arten globalt som livskraftig. Inga underarter finns listade i Catalogue of Life.